# Repubblica Sovietica Slovacca
La Repubblica Sovietica Slovacca (in slovacco Slovenská republika rád; in ungherese Szlovák Tanácsköztársaság, letteralmente "Repubblica Slovacca dei Consigli" – il nome nacque prima che la parola russa Soviet diventasse di uso comune) fu la denominazione di uno Stato sorto nella Slovacchia sud-orientale dal 16 giugno al 7 luglio 1919, con capitale Prešov, e comandata dal giornalista ceco Antonín Janoušek.
Dopo la confusione del 1918, l'esercito della neonata Cecoslovacchia ricevette l'ordine di prendere il pieno controllo della Slovacchia. Un attacco riuscito della Guardia Rossa della Repubblica Sovietica Ungherese portò all'occupazione di una grande parte della Slovacchia e la fondazione della Repubblica Sovietica Slovacca. In seguito, l'esercito ungherese lasciò il Paese, e l'esercito cecoslovacco occupò la zona, con l'aiuto di milizie italiane e poi francesi, e la Repubblica Sovietica Slovacca cessò di esistere.

## Storia

### Antefatti: la Repubblica Democratica di Ungheria
La sconfitta degli Imperi centrali durante la Grande guerra portò alla caduta dell'Austria-Ungheria. Nel dicembre del 1918, il Regno d'Ungheria, che occupava l'intero bacino del medio Danubio, perse a ovest il Burgenland – formalmente annesso dall'Austria –, a nord l'Alta Ungheria – ceduta alla Cecoslovacchia –, ad est la Transilvania – unitasi alla Romania – e a sud la Croazia e la Voivodina, le quali passarono sotto il dominio del Regno dei Serbi, Croati e Sloveni. In seguito alla proclamazione della Repubblica Democratica ungherese nell'ottobre 1918, il nuovo ministro per le nazionalità incontrò vari rappresentanti delle minoranze ungheresi, inclusi gli slovacchi. Questi rifiutarono l'autonomia loro offerta e si dimostrarono propensi ad aderire alla Cecoslovacchia.
Dal 1993, il territorio che forma la Slovacchia odierna fu occupato dalle truppe ceche dal novembre 1918: anche per questa ragione, Budapest preparò un piano per l'autonomia e ha promulgò uno statuto apposito per la regione il 12 marzo 1919. Alla Slovacchia andò concessa autonomia in materia di giustizia, istruzione e religione, tutti ambiti che sarebbero stati regolati da una giunta speciale. Si cercò di ingraziarsi ancor di più rappresentanza slovacca nel parlamento di Budapest istituendo un nuovo ministero per gli affari slovacchi.

### La Repubblica Sovietica Ungherese

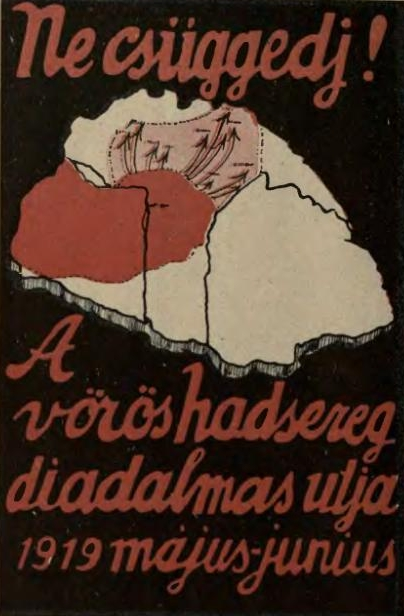
Manifesto propagandistico del 1919 che mostra l'avanzata in Slovacchia e recita: "Senza paura! L'avanzata trionfale dell'Armata Rossa nel maggio-giugno 1919"

Il 21 marzo 1919, prima dell'ultimatum della Triplice intesa che prevedeva una nuova cessione territoriale ungherese, questa volta al Romania, il governo del presidente Mihály Károlyi rassegnò le dimissioni, cedendo il potere a una coalizione formata da socialisti e comunisti. Il principale politico nel nuovo governo risultò il comunista Béla Kun, formalmente Commissario agli esteri. Questi promise di applicare politiche liberali nei confronti delle minoranze basate sul principio del autodeterminazione.
Nel frattempo, si procedette in tempi rapidi a formare dei comitati nazionali delle varie minoranze nella capitale magiara, inclusa una sezione slovacca all'interno del Partito Comunista Ungherese composta da lavoratori immigrati in zona, a cui furono affidati compiti di propaganda. Alla fine di aprile, questa sezione confluì nella sezione ceca, sebbene i due gruppi spesso agissero separatamente.
Mentre il terzo magiaro della popolazione slovacca localizzato nell'Alta Ungheria, un'area individuata a nord della Repubblica Democratica senza delimitazioni chiare, sosteneva la proclamazione della nuova repubblica sovietica a Budapest, il ministro cecoslovacco per la Slovacchia, Vavro Šrobár, proclamò la legge marziale e internò gli esponenti comunisti per cospirazione contro la Cecoslovacchia. Il ministro della Difesa cecoslovacco a sua volta ordinò l'occupazione dei territori assegnati dall'Intesa alla Cecoslovacchia (dal 15 al 20 marzo 1919.
Il 6 aprile, l'Armata Rossa ungherese entrò nel capoluogo della Rutenia, Užhorod, teoricamente parte dei territori concessi alla Cecoslovacchia. Per tutta risposta, l'esercito cecoslovacco ricevette l'ordine di colpire gli ungheresi il 27 aprile 1919: l'attacco superò la linea di demarcazione tracciata dall'Intesa e dai primi ministri britannico e francese, nonché dal rappresentante cecoslovacco a Parigi, Edvard Beneš, il quale condannò questa violazione. Ciò permise a Kun il pretesto per ordinare una controffensiva, sostenendo che si trattasse di una mera difesa contro l'aggressione subita.
All'inizio di maggio, dopo che Béla Kun rifiutò la proposta di Jan Smuts, rappresentante della Triplice Intesa, gli eserciti rumeni iniziarono ad avanzare verso Budapest, ma si fermarono temporaneamente all'altezza del Tibisco. Lo stato maggiore ungherese scelse di agire a danno dei cechi, anziché affrontare i rumeni. I primi erano considerati più deboli, in possesso di centri abitati di grande importanza industriale e, inoltre, risultava più facile avvalorare la propria campagna come puramente difensiva perché in risposta all'assalto passato.
L'offensiva iniziò il 20 maggio 1919, con quattro corpi ben preparati dell'esercito che presto costrinsero un rapido ritiro delle due poco numerose divisioni cecoslovacche. Il capo di stato maggiore Stromfeld condusse l'operazione che doveva dividere le forze ceche e rumene.
Il 30 maggio i magiari fecero il loro ingresso a Lučenec, il 2 giugno Nové Zámky e, il 6 giugno, Košice, proseguendo poi l'avanzata nei giorni successivi. Presto due terzi dei territori slovacchi passarono sotto il controllo dell'Armata Rossa; in due settimane l'esercito rivoluzionario aveva recuperato 2.835 chilometri quadrati dalla Slovacchia.

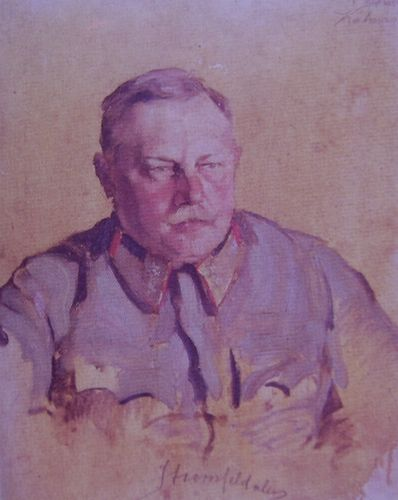
Aurel Stromfeld, comandante dell'offensiva contro le truppe ceche e fautore dell'occupazione della Slovacchia

A Košice le truppe furono acclamate dalla popolazione, principalmente da funzionari e operai; il giorno dopo la conquista della città, si recò in loco il comandante in capo dell'esercito, Wilhelm Boehm, che era anche comandante del III Corpo d'armata e Commissario per gli alloggi del governo di Budapest. Con gli intellettuali costretti nelle carceri cecoslovacche, l'amministrazione rimase nelle mani di comunisti inesperti o di etnia ebraica provenienti dall'Ungheria.
Si introdusse una nuova moneta che portò a una notevole inflazione e alla riluttanza dei contadini ad accettarla in pagamento dei loro prodotti, che a loro volta generarono requisizioni, non però sufficienti a impedire l'inizio del razionamento alimentare a metà giugno. Molti elementi non comunisti si unirono al partito al fine di ricevere delle razioni.
Si verificò una parziale espropriazione della proprietà privata, da cui i comunisti ne uscirono meno colpiti: fu decretato inoltre un tetto massimo per la vendita di vari prodotti, circostanza che portò alla formazione di un radicato mercato nero anche per quanto riguardava gli alcolici, la cui vendita fu posta sotto varie restrizioni. Le grandi feste e il giubilo delle masse delle prime giornate andarono gradualmente a esaurirsi nel giro di poche settimane.
Nel frattempo, l'8 giugno 1919 l'Armata Rossa espugnò Prešov (Eperjes in ungherese). Due giorni più tardi, Kun si presentò a Kassa per celebrare la ripresa della città, ma non fece alcuna menzione all'istituzione di una repubblica slovacca.

### Costituzione e dissoluzione della Repubblica Sovietica Slovacca
Il 16 giugno, davanti a migliaia di persone, inclusi rappresentanti dei socialdemocratici cechi e slovacchi, fu proclamata la nascita della Repubblica Sovietica Slovacca a Prešov. La sua relazione con il resto della Repubblica sovietica ungherese non appariva molto chiara una settimana prima. A ricevere il titolo di capitale della repubblica risultò Kassa, in quanto vicina al nuovo confine ungherese.

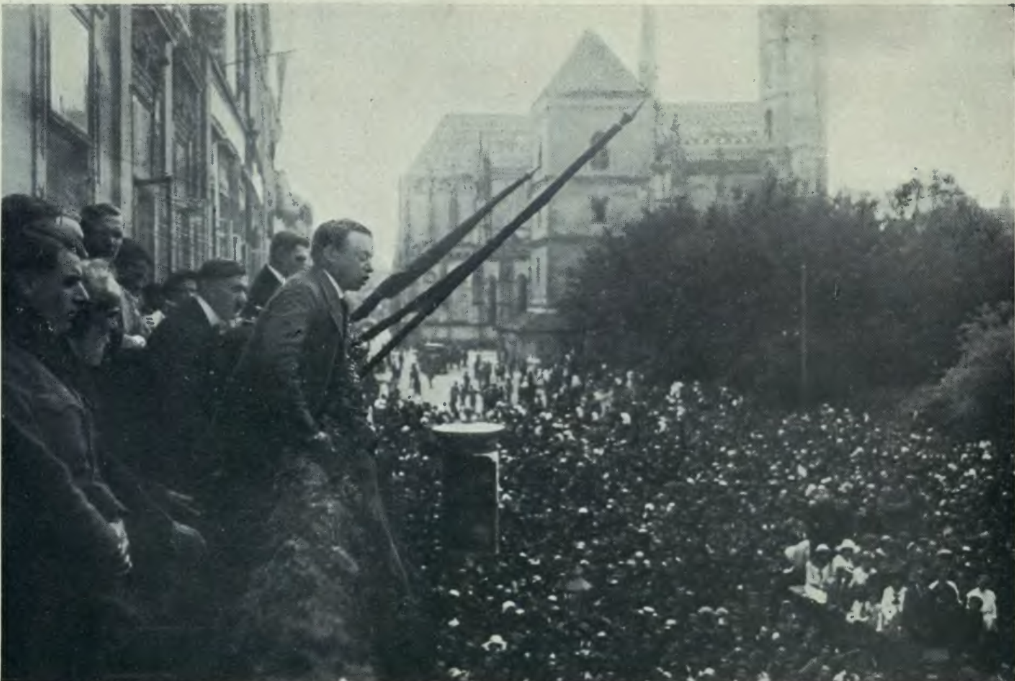
Il discorso di Béla Kun a Kassa il 10 giugno, giorni dopo la cattura della città. Il ritiro militare dalla Slovacchia su richiesta dell'Intesa costituì un grave contraccolpo per il morale delle truppe magiare

Fu eletto un comitato esecutivo rivoluzionario provvisorio di undici membri che il 20 giugno 1919 elesse un governo rivoluzionario di venti Commissari del popolo. L'esecutivo presto nazionalizzò l'industria, le banche, i latifondi e altre proprietà, oltre a stabilire una pensione e prestazioni di invalidità. Si statuì inoltre il principio secondo cui ogni lavoratore avrebbe goduto del diritto di voto e si avviarono i lavori volti a redigere una nuova Costituzione. I contadini con proprietà inferiori a duecento acri furono esentati dal pagamento delle tasse e i debiti precedenti andarono cancellati. Per mantenere l'ordine pubblico, un regime di terrore basato sulla violenza si diffuse nelle aree più popolose della Slovacchia.
Nel frattempo, nuove truppe slovacche furono reclutate per l'Armata Rossa: la mobilitazione generale, tuttavia, si rivelò un fallimento e si dovette optare per il reclutamento forzato, circostanza che portò alla diserzione di molte reclute. Gran parte degli ufficiali dell'esercito erano ex ufficiali austro-ungarici, reclutati per obbligo, pragmatismo o in virtù del loro illustre passato.
Alla fine di giugno, l'esercito appariva demoralizzato, a corto di rifornimenti e consapevole dell'ostilità della popolazione slovacca bei suoi confronti. Poco dopo, il presidente francese Georges Clemenceau presentò un ultimatum agli ungheresi in cui li intimava ad evacuare il territorio della nuova repubblica della Cecoslovacchia. Egli promise inoltre in quella circostanza che avrebbe fatto tutto il possibile per imporre il ritiro delle truppe rumene dal territorio magiaro. Kun accettò la proposta, che alla fine ebbe luogo, nonostante la grande opposizione del governo rivoluzionario.
Il 28 giugno 1919 iniziò l'evacuazione, mentre una commissione americana assistette al ritiro delle ultime truppe il 4 luglio 1919. Il governo sovietico slovacco si ritirò insieme all'Armata Rossa. Nonostante il ritiro, la repubblica non sopravvisse all'attacco rumeno all'Ungheria, cessato il 1º agosto; anche le truppe slovacche combatterono sul fronte rumeno.
La repubblica durò meno di tre settimane di vita e scomparve insieme alla Repubblica sovietica ungherese il 1º agosto. La sua creazione era stata dovuta a un fattore esterno, la presenza dell'Armata Rossa, e, pertanto, scomparve con la sua sconfitta: dei suoi commissari, inoltre, almeno la metà era di etnia ungherese e la capitale era una città prevalentemente magiara. Non esistette mai in pratica uno Stato indipendente, né a malapena autonomo.

### Conseguenze
Il trattato di Versailles e il trattato di Saint-Germain-en-Laye completarono la demarcazione dei confini cecoslovacchi. Le prime elezioni si svolsero nell'aprile del 1920; fino all'annessione tedesca del 1939, le popolazioni della Repubblica Cecoslovacca prenderanno parte alle varie elezioni rispettando il calendario previsto dalla Costituzione.